# Arachnura simoni
Arachnura simoni là một loài nhện trong họ Araneidae.
Loài này thuộc chi Arachnura. Arachnura simoni được Lucien Berland miêu tả năm 1924.